# Rivière Clare
 (février 2025).
Si vous disposez d'ouvrages ou d'articles de référence ou si vous connaissez des sites web de qualité traitant du thème abordé ici, merci de compléter l'article en donnant les références utiles à sa vérifiabilité et en les liant à la section « Notes et références ».
Pour la rivière en Irlande, voir River Clare.
La rivière Clare est une rivière qui fait partie du système de la rivière Moira dans le bassin de drainage du lac Ontario, dans les comtés de Hastings et de Lennox et Addington, en Ontario, au Canada.

## Cours
La rivière Clare prend sa source à la jonction de plusieurs ruisseaux sans nom dans le canton de Stone Mills (en), dans le comté de Lennox et Addington, à une altitude de 189 mètres (620 pi). Il coule vers le sud-ouest dans le lac Calpin à une altitude de 171 mètres (561 pi) dans la communauté de McGuire Settlement (en), puis continue vers le sud-ouest sous l'autoroute 41. Elle tourne ensuite vers l'ouest et passe dans la municipalité de Tweed (en), dans le comté de Hastings. Il prend le tributaire gauche de Goose Creek et l'affluent droit d'Otter Creek, passe devant la colonie de Bogart et se jette dans la rive Est du lac Stoco sur la rivière Moira à une altitude de 138 mètres (453 pi). La rivière Moira se jette dans la baie de Quinte sur le lac Ontario à Belleville.